# Pronova BKK
Die Pronova BKK ist ein Träger der gesetzlichen Krankenversicherung in Deutschland aus der Gruppe der Betriebskrankenkassen (BKK). Die Pronova BKK ist bundesweit geöffnet und hat ihren Sitz in Ludwigshafen am Rhein.
Die Pronova BKK hat ihren Ursprung in mehr als 40 Unternehmen, unter anderem: BASF, Bayer AG, Boehringer Ingelheim, Continental AG, Deutz AG, Federal Mogul, Ford, Georgsmarienhütte GmbH, Hapag-Lloyd, M. DuMont Schauberg.

## Struktur
Die Pronova BKK betreut ihre Versicherten durch mehr als 60 Kundenservice- und Beratungsstellen deutschlandweit.

## Marktlage
Mit 645.000 Versicherten gehört die Pronova BKK zu den fünf größten Betriebskrankenkassen und zu den 25 größten Krankenkassen in Deutschland. Der Zusatzbeitrag stieg 2020 auf 1,5 Prozent. Zum 1. August 2024 erfolgte eine weitere Erhöhung auf 2,4 Prozent.

## Geschichte
Die Pronova BKK entstand 2007 aus der Fusion der Bayer BKK und der Fortisnova BKK gesund & aktiv, die aus den BKK der BASF (gegründet 1884), des Pharmaunternehmens Boehringer Ingelheim und der Michelin Reifenwerke gebildet worden war. Die Wurzeln der ältesten Vorläuferkasse reicht bis ins Jahr 1815 zurück.
Zum 1. Januar 2010 fusionierte die Pronova BKK mit der BKK Ford & Rheinland und der BKK Goetze & Partner.
Zum 1. Juli 2010 folgte die Fusion mit der BKK der Partner.
Zum 1. Juli 2015 folgte die Fusion mit der BKK Vaillant; Name und Sitz blieben unverändert.
Am 1. Januar 2017 fusionierte die BKK Braun-Gillette in die Pronova BKK, Name und Sitz bleiben wiederum unverändert.